# 이나즈마 일레븐 TCG
이나즈마 일레븐 TCG는 다카라 토미가 발매하고 있는 이나즈마 일레븐을 바탕으로 한 1:1 방식의 트레이딩 카드 게임이다.
한국에서는 완구회사 영실업에 의해, 썬더일레븐 TCG라는 타이틀로 발매되었다.

## 카드 종류
모든 카드는 6가지 속성 중 하나 이상의 속성을 가진다.

### 6가지 특성
열혈
붉은색 카드. 강력한 필살기가 특징.
질풍
녹색 카드. 빠른 몸놀림이 특징. 어시스트에 의한 파워업이 특기.
조직
보라색 카드. 연계 플레이와 높은 수준의 캐릭터를 가진 엘리트 특성.
특수
파란색 카드. 기상천외한 기술로 상대를 속이는 두뇌파 특성.
무속성
어느 특성에도 속하지 않는 카드.
이나즈마
가장 강한 카드이며, 덱에 1종류밖에 넣을 수 없다.

### 종류
이나즈마 일레븐 TCG의 카드는 "필드 캐릭터" "레벨 캐릭터" "골키퍼" "필살기"의 4가지로 분류된다.
필드 캐릭터 (주전선수)
미리 파일에 넣어 두는 카드. 덱에 넣을 수 없다.
레벨 캐릭터 (후보선수)
필드 캐릭터와는 다른 파일에 넣을 수 없다. 숫자가 써있어, 숫자가 클수록 높은 수준의 수치만큼 차례가 진행되지 않으면 필드에 낼 수 없다.
골키퍼
파일 외부에 두는 카드. 덱에 넣을 수 없다.
필살기
덱에 넣어 두는 카드. 왼쪽 상단에 "열혈", "질풍", "조직", "특기" 중 하나가 쓰여져 있으며, 그 필살기를 사용하려면 필드 위에 그 특성을 가진 캐릭터가 없으면 사용할 수 없다. 또한 숫자는 필살기의 힘을 보여 준다.